# Jakob Zeller
Jakob Zeller, též Phillip Jacob Zeller (prosinec 1581 Regensburg – 28. prosince 1620 Drážďany) byl německý sochař, umělecký soustružník a řezbář slonoviny období rudolfínského manýrismu, činný pro císaře Rudolfa II. a saského kurfiřta .

## Život
Jakob Zeller se narodil jako jeden ze synů Pankráce Zellera, který byl činný jako umělecký soustružník slonoviny pro dvůr saského kurfiřta Augusta I. v Drážďanech, ale bydlel s rodinou ve Freibergu. V otcově dílně se Jakob Zeller vyučil. Dal se zlákat prostředím císařského dvora Rudolfa II. na Pražském hradě, pro něhož pracoval jako komorní mistr nejméně od roku 1602 do roku 1610, kdy převážily jeho zakázky pro Drážďany. 18. září 1610 tam vstoupil do služeb saského kurfiřta Kristiána II. a setrval i v následujících letech pro Jana Jiřího. Soustružil především ze slonoviny, ale i ze dřeva figurky s náměty z řecké a římské mytologie, picí nádoby ve tvaru mnohostěnů, stolní ozdoby a sběratelské kuriozity, jakými jsou dodnes hlavolamy (ježek v kleci, pyramida, soustava pohyblivých kroužků) či rozkládací anatomické modely.
Repertoár jeho prací je znám především z inventářů Kunstkomory císaře Rudolfa II. (1607-1611), na zámku v Drážďanech z inventářů saského kabinetu kuriozit v Kunstkomoře, zvané Grünes Gewölbe a dále z dochovaných předmětů císařské pokladnice Habsburků ve Vídni. Po sesazení císaře Rudolfa II. z trůnu není známo, zda se Zeller rovnou přestěhoval do Drážďan, kde získal městské právo teprve 10. července 1619, nebo zda bydlel nadále v Praze.
Na některých dílech se dochovala jeho rytá signatura, nebo monogram JZ a letopočet; na jiných předmětech značení chybí, protože velmi křehký materiál a svým účelem převážně užitkové či hrací předměty se brzy polámaly a byly vyhozeny, pokud jejich nohy nenahradily pozdější doplňky.
Zellerovo dílo stojí na pomezí manýrismu a baroka, bylo pokračováním či paralelou drážďanských prací Georga Weckhardta, Egidia Lobenigka, prací rodiny Teuber či Petra Zicka a jeho tří synů Petera, Lorenze a Christopha Zicků v Norimberku.

## Výběr z díla
Dochovalo se 32 předmětů, především v drážďanských sbírkách, kolem pěti předmětů v Praze, necelá desítka ve Vídni a další se dostaly jako císařovy diplomatické dárky do dvorních sbírek krále dánského, švédského či do medicejských sbírek v Pallazzo Pitti ve Florencii.
- Anatomický model těhotné ženy (rozkládací), Praha, nesignované dílo, může být též dílem Georga Zicka
- Pohár, na víčku  s figurkou bojujícího Persea na okřídleném koni (1610), (Švédské královské sbírky, Stockholm).
- Pohár s figurkou satyra na víčku, Státní umělecké sbírky Drážďany.
- Pohár s hlavolamem na víčku, (KHM Vídeň; Praha)
- Krucifix (Grünes Gewölbe - Státní umělecké sbírky Drážďany.
- Znak saského kurfiřta Jana Jiřího a reliéfní portrét jeho manželky, Grünes Gewölbe - Státní umělecké sbírky Drážďany.
- Neptun nesoucí fregatu (1620), stolní ozdoba, poslední a nejvýznamnější dílo, Grünes Gewölbe, Drážďany